# Perungalathur
Perungalathur é uma panchayat (vila) no distrito de Kancheepuram, no estado indiano de Tamil Nadu.

## Demografia
Segundo o censo de 2001,  Perungalathur  tinha uma população de 19,343 habitantes. Os indivíduos do sexo masculino constituem 51% da população e os do sexo feminino 49%. Perungalathur tem uma taxa de literacia de 82%, superior à média nacional de 59.5%: a literacia no sexo masculino é de 85% e no sexo feminino é de 79%. Em Perungalathur, 10% da população está abaixo dos 6 anos de idade.